# GSC7104-2942
GSC7104-2942 — хімічно пекулярна зоря спектрального класу A1, що має видиму зоряну величину в смузі V приблизно 11,1.